# 후이어
후이어(徽語, 휘어) 또는 후이저우어(徽州語)는 안후이성 남부 및 인접한 저장성, 장시성에 걸친 역사적인 휘주(徽州, 후이저우) 지역에서 사용되는 중국어의 방언이다. 후이어가 사용되는 지역은 다른 중국어 방언 집단에 비해 작지만 내부의 다양성이 매우 높으며 또한 상호 의사소통이 불가능한 여러 방언들이 가까이에 있어 분류에 어려움이 있다. 역사적으로 회어, 오어, 감어 등의 일부로 묶이기도 했다. 한편 일부 학자들은 이것이 단일한 방언 분류를 이룰 수 있는지에 대해 회의를 표하였다.

## 같이 보기
- 중국어의 방언